# MTV Europe Music Awards 2004
Церемонія нагородження MTV Europe Music Awards 2004 відбулася на Tor di Valle Racecourse, Рим, Італія.
Учасниками церемонії також були Джамелія, Аліша Кіз, N.E.R.D, Наомі Кемпбелл, André 3000, Кід Рок та Каньє Вест.

## Номінації
Переможців виділено Жирним.

### Найкраща пісня
- Анастейша — «Left Outside Alone[en]»
- Maroon 5 — «This Love[en]»
- Outkast — «Hey Ya![en]»
- Брітні Спірс — «Toxic»
- Ашер (за участі Lil Jon та Ludacris) — «Yeah![en]»

### Найкраще відео
- The Cure — «The End of the World[en]»
- Jay-Z — «99 Problems»
- Outkast — «Hey Ya![en]»
- The Streets[en] — «Fit but You Know It[en]»
- The White Stripes — «The Hardest Button to Button[en]»

### Найкращий альбом
- Бейонсе — Dangerously in Love
- The Black Eyed Peas — Elephunk
- Dido — Life for Rent
- Outkast — Speakerboxxx/The Love Below[en]
- Ашер — Confessions

### Найкраща співачка
- Анастейша
- Бейонсе
- Аліша Кіз
- Авріл Лавін
- Брітні Спірс

### Найкращий співак
- Jay-Z
- Неллі
- Джастін Тімберлейк
- Ашер
- Роббі Вільямс

### Найкращий гурт
- Beastie Boys
- The Black Eyed Peas
- D12
- Maroon 5
- Outkast

### Найкращий новий виконавець
- Franz Ferdinand
- Джамелія[en]
- Keane
- Maroon 5
- The Rasmus

### Найкращий поп-виконавець
- Анастейша
- The Black Eyed Peas
- Авріл Лавін
- Брітні Спірс
- Роббі Вільямс

### Найкращий рок-виконавець
- The Darkness[en]
- Good Charlotte
- Green Day
- Linkin Park
- Red Hot Chili Peppers

### Найкращий альтернативний виконавець
- Б'єрк
- Franz Ferdinand
- The Hives
- Muse
- The Prodigy

### Найкращий R&B-виконавець
- Бейонсе
- Келіс
- Аліша Кіз
- Outkast
- Ашер

### Найкращий хіп-хоп виконавець
- Beastie Boys
- D12
- Jay-Z
- Неллі
- Каньє Вест

### Free Your Mind[en]
- La Strada International Association[en]

## Регіональні номінації
Переможців виділено Жирним.

### Найкращий голландський-бельгійський виконавець[en]
- Kane[en]
- Novastar[en]
- The Sheer[en]
- Soulwax
- Tiësto

### Найкращий французький виконавець[en]
- Калогеро[en]
- Корнель[en]
- IAM
- Дженіфер[en]
- Luke[en]

### Найкращий німецький виконавець[en]
- Beatsteaks
- Die Ärzte[en]
- Die Toten Hosen
- Rammstein
- Sportfreunde Stiller[en]

### Найкращий італійський виконавець[en]
- Articolo 31[en]
- Капареца[en]
- Elisa[en]
- Тіціано Ферро
- Linea 77[en]

### Найкращий скандинавський виконавець[en]
- The Hives
- Сондре Лерче[en]
- Марія Мена[en]
- Sahara Hotnights[en]
- Saybia[en]

### Найкращий польський виконавець[en]
- Анна Домбровська
- Рені Юсіс
- Sidney Polak
- Sistars[en]
- Trzeci Wymiar

### Найкращий португальський виконавець[en]
- Clã[en]
- Da Weasel[en]
- Гомо[en]
- Mesa
- Toranja[en]

### Найкращий румунський виконавець[en]
- Activ
- Cargo[en]
- Firma
- Ombladon (за участі Raku)
- O-Zone

### Найкращий російський виконавець
- Дельфін
- Глюк'OZA
- Ленінград
- ВІА Гра
- Звери

### Найкращий іспанський виконавець[en]
- Бебе
- Давід Бісбаль[en]
- Енріке Банбері[en]
- Estopa[en]
- Алекс Убаго[en]

### Найкращий британський-ірландський виконавець
- Наташа Бедінгфілд
- Franz Ferdinand
- Джамелія[en]
- Muse
- The Streets[en]

## Виступи

### Розігрів
- Кармен Консолі
- Hoobastank — «The Reason[en]»
- The Cure
- Elisa[en]

### Головне шоу
- Eminem — «Like Toy Soldiers[en] / Just Lose It[en]»
- Franz Ferdinand — «Take Me Out[en]»
- Maroon 5 — «This Love[en]»
- Ашер та Аліша Кіз — «My Boo[en]»
- Beastie Boys — «An Open Letter to NYC[en]»
- Гвен Стефані — «What You Waiting For?[en]»
- Анастейша — «Left Outside Alone[en]»
- Неллі (за участі Фаррелла) — «Flap Your Wings[en] / Play It Off»
- The Hives — «Two-Timing Touch and Broken Bones[en]»
- Тіціано Ферро — «Sere nere[en]»

## Учасники шоу
- Кайлі Міноуг — оголошення переможця у номінації Найкращий альбом
- Паоло Ді Каніо та Алессандро Дель П'єро — оголошення переможця у номінації Найкращий рок-виконавець
- Кід Рок — оголошення виступу Franz Ferdinand
- Браян Молко та Емі Лі — оголошення переможця у номінації Найкращий альтернативний виконавець
- Оззі Осборн та Шерон Осборн — оголошення переможця у номінації Найкращий гурт
- Еліша Катберт та Каньє Вест — оголошення переможця у номінації Найкраще відео
- Сара Мішель Геллар — оголошення виступу Анастейши
- Джамелія[en] та N.E.R.D — оголошення переможця у номінації Найкращий R&B-виконавець
- Браян Макфадден[en], Нік Картер та Ей Джей Маклін — оголошення переможця у номінації Найкращий поп-виконавець
- Роберт Сміт — оголошення виступу Гвен Стефані
- Аліша Кіз — оголошення переможця у номінації Free Your Mind[en]
- Duran Duran — оголошення переможця у номінації Найкращий новий виконавець
- Наташа Бедінгфілд, Честер Беннінгтон та Джо Ган — оголошення переможця у номінації Найкраща співачка
- Наомі Кемпбелл — оголошення переможця у номінації Найкращий співак
- Сара Мішель Геллар — оголошення переможця у номінації Найкраща пісня